# Розенталь, Самуэль
Самуэль (Самуил) Розенталь (фр. Samuel Rosenthal; 7 сентября 1837, Сувалки — 12 сентября 1902, Нёйи-сюр-Сен) — французский шахматист, один из сильнейших в стране во 2-й половине XIX века, шахматный теоретик и преподаватель шахмат. Редактор шахматного отдела журнала «Монд иллюстре» (1885—1902).
После подавления народного восстания в Польше (1863) переехал во Францию (1864). Успешно выступал в турнирах кафе «Режанс» (1865—1867). Участник 5 международных турниров: Париж (1867 и 1878) — 9-е и 7-е; Баден-Баден (1870) — 8—9-е; Вена
(1873) — 4-е (лучший результат в шахматной карьере Розенталя); Лондон (1883) — 8-е места.
Проиграл матчи И. Колишу (1864), Г. Нейману (1869), И. Цукерторту (1880), выиграл матч у английского шахматиста Дж. Уискера — 5 : 4 (+3 −2 =4; 1871).
В дебюте трёх коней известно продолжение Розенталя: 1.е4 е5 2.Kf3 Кc6 3.Кс3 g6 4.d4 ed 5.Kd5 (впервые применил в партии с В. Стейницем; Лондон, 1883).